# Guernica (målning)

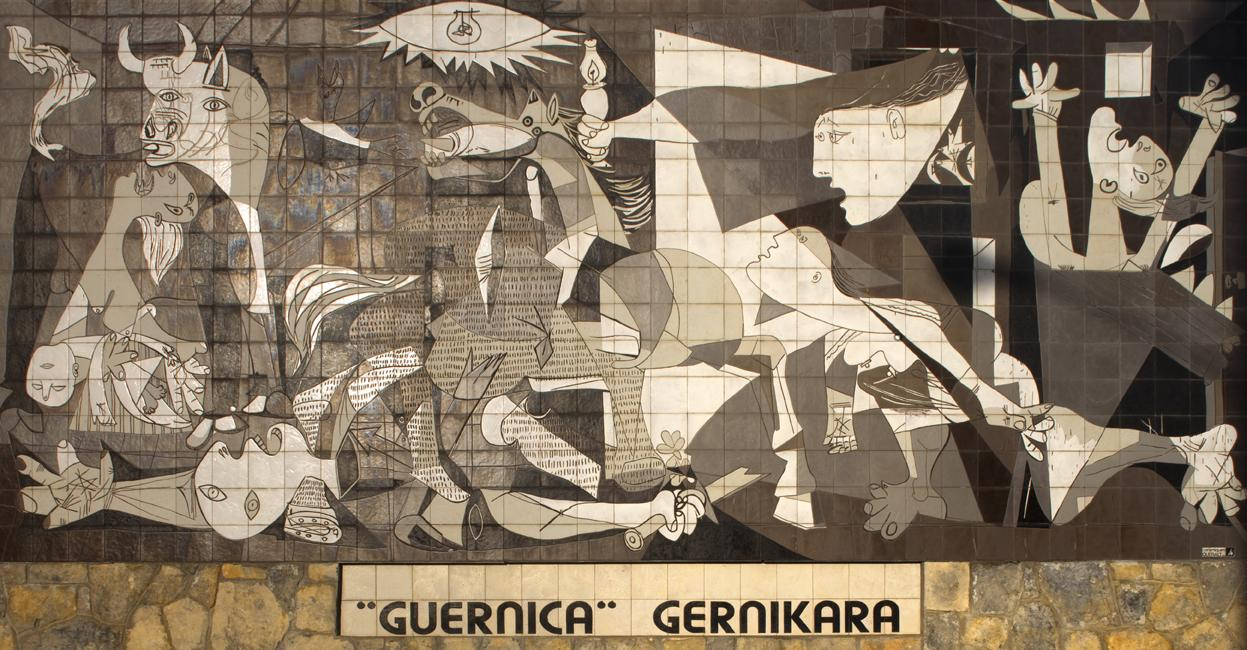
Avbildning med kakelplattor av Picassos Guernica i originalstorlek i staden Guernica.

Guernica är en målning av Pablo Picasso från 1937. Målningen är ett minnesmärke över den baskiska staden Guernica som den 26 april 1937 under spanska inbördeskriget förstördes av nazityskt bombflyg i de spanska fascisternas tjänst.
Målningen, som mäter 349 × 776 cm, är Picassos ojämförligt största målning och på många vis hans mest ambitiösa arbete. Den återfinns numera på Museo Reina Sofía i Spaniens huvudstad Madrid. Målningen utfördes för den spanska republikens paviljong vid världsutställningen i Paris 1937, där den visades för första gången. 8 mars 1938 visades monumentalmålningen i Stockholm på Liljevalchs konsthall under utställningen "Matisse, Picasso, Braque och Laurens" den 8 mars till 3 april.
Efter nationalisternas seger i spanska inbördeskriget 1939 flyttades målningen till Museum of Modern Art i New York. Under en rundresa i Europa visades den 1956 i Stockholm på det ännu inte invigda Moderna museet tillsammans med de 93 skisser som åtföljde målningen. Verket flyttades till slut tillbaka till Spanien 1981, då demokrati återigen införts i Spanien. Under några år visades målningen i Casón del Buen Retiro och flyttades sedan till Museo Reina Sofía (båda i Madrid) där nu en särskild lokal ägnas åt konstverket. Ett antal utställda fotografier visar hur konstnären har skissat på olika utföranden och i tidsordning kan man följa hur konstverket har växt fram. Fotografierna gjordes av Dora Maar (1907–1997), känd fotograf och Picassos älskarinna. Bilderna var en beställning för Cahiers d'art.
Det finns en anekdot från andra världskriget som berör målningen. Nazisterna såg hans konstform som fördärvande för samhället, därför blev Picasso ofta trakasserad av gestapoagenter under ockupationen av Paris. Under en genomsökning av hans lägenhet pekade nazisten på den kaotiska målningen och frågade 'har du gjort detta?', till vilket Picasso ska ha svarat 'Nej, det var du som gjorde det'.
En reproduktion av målningen återfinns i FN:s högkvarter i New York. När generalförsamlingen sammanträdde angående en möjlig invasion av Irak år 2003 täcktes målningen över av ett blått skynke eftersom TV-teamen som filmade som tyckte att Guernica skulle bli en för rörig bakgrund.